# Bald Knob (Arkansas)
Bald Knob – miasto w Stanach Zjednoczonych, w stanie Arkansas, w hrabstwie White.